# Геннадий (Зервос)
Митрополи́т Генна́дий (греч. Μητροπολίτης Γεννάδιος, в миру Цамби́кос Зерво́с, греч. Τσαμπίκος Ζερβός; 8 июля 1937, Кремасти — 16 октября 2020, Венеция) — епископ Константинопольской православной церкви; митрополит Италийский (1996—2020).

## Биография
Родился 8 июля 1937 года в Кремасти, на острове Родосе, в Греции.
Начальное образование получил в родных местах. Затем обучался в Патмосской духовной семинарии и Халкинской богословской школе, которую окончил в 1961 году.
16 апреля 1960 года митрополитом Родосским Спиридоном (Синодиносом) был хиротонисан во диакона. Тогда же принял монашество с именем Геннадий. 28 апреля 1963 года тем же иерархом в Неаполе был хиротонисан во иеромонаха и назначен в клир Петропавловского храма греческого православного братства в Неаполе, Италия, где прослужил до 1996 года.
12 февраля 1967 года был определён протосингелом Австрийской митрополии Константинопольского Патриархата, в которую входила и Италия. 14 апреля того же года возведен в достоинство архимандрита.
Продолжил своё образование в Неаполитанском университете на курсах социологии и психологии. Затем получил степень доктора богословия от Папского богословского факультета Южной Италии, защитив диссертацию на тему «Вклад Вселенского Патриархата в единство христиан».
26 ноября 1970 года решением Священного Синода Константинопольской православной церкви по инициативе Патриарха Афинагора был избран титулярным епископом Кратейским, викарием Австрийской митрополии.

## Епископское служение
17 января 1971 года состоялось его архиерейская хиротония во епископа Кратейского, викария Австрийской митрополии (с проживанием в Неаполе).
Сопровождал мощи великомученика Димитрия Солунского при перенесении их из Италии в Фессалоники. По этому поводу получил золотой крест святого Димитрия.
После образования в 1991 году Италийской митрополии Константинопольского патриархата, продолжал служить на прежнем месте как викариный архиерей.
26 августа 1996 года был избран управляющим Италийской митрополией. 27 октября 1996 года в кафедральном соборе Сан-Джорджо-деи-Гречи в районе Кастелло в Венеции состоялся чие его интронизации.
Имел звание профессора патрологии Университета Бари. За время своего правления основал 65 новых приходов и 5 монастырей.
Следуя призыву патриарха Константинопольского Варфоломея об увеличении числа клириков, имеющих турецкое гражданство, что позволяло бы в будущем участвовать в выборах патриарха Константинопольского, получил паспорт гражданина Турции.
Скончался 16 октября 2020 года в Венеции. 20 октября в церкви святого Лазаря при городской больнице Скуола Сан-Марко состоялась заупокойная лития, после чего тело было перенесено в кафедральный собор Сан-Джорджо-деи-Гречи. 21 октября, после литургии и отпевания, состоялись похороны на православном участке кладбища Сан-Микеле в Венеции.